# مورفاسو

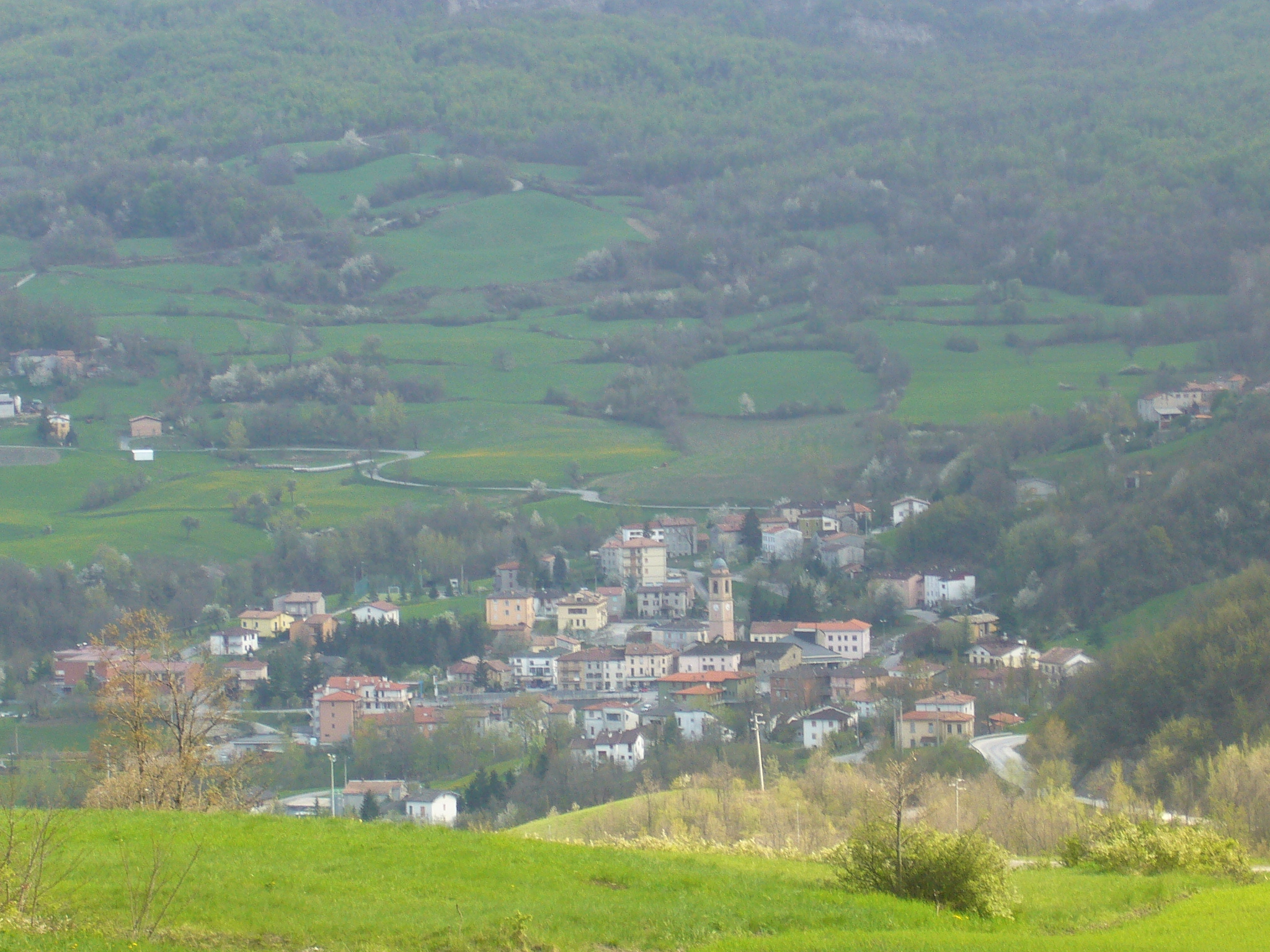
منطقه مسکونی در ایتالیا

مورفاسو (به ایتالیایی: Morfasso) یک کومونه در ایتالیا است که در استان پیاچنزا واقع شده‌است.

## خصوصیات
مورفاسو ۸۳٫۶ کیلومترمربع مساحت و ۱٬۰۹۰ نفر جمعیت دارد و ۶۳۱ متر بالاتر از سطح دریا واقع شده‌است.